# 安道全

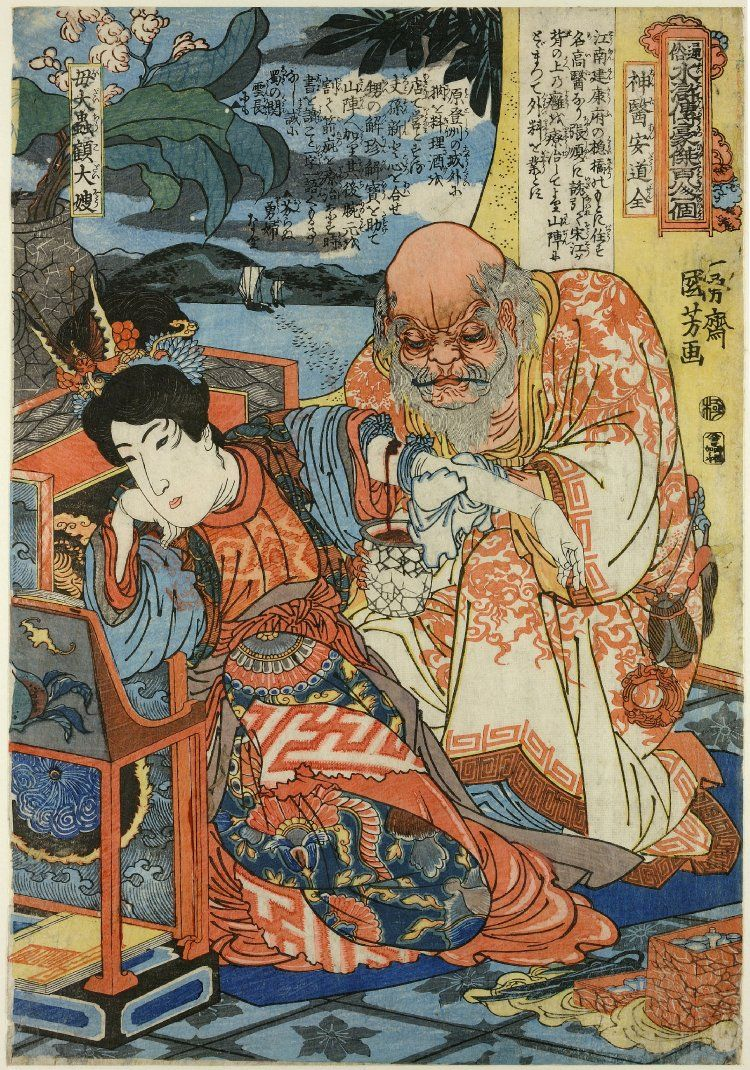
顧大嫂や安道全

安 道全（あん どうぜん、拼音: Ān Dàoquán）は、中国の小説で四大奇書の一つである『水滸伝』の登場人物。
梁山泊第五十六位の好漢。地霊星の生まれ変わり。渾名は神医（しんい）で、どんな重病・重症の患者も治療する神の腕を持つ医師の意。金陵建康府の出身。全般的に色恋に淡泊な梁山泊の好漢の中では珍しく、女好きで俗っぽい性格の持ち主であり、108人集結説話の中ではかなり終盤に登場する人物でありながら、その天才的な手腕とともに強い印象を残す人物である。

## 略歴
北京大名府を攻略中の梁山泊軍首領宋江は、先代首領の晁蓋の夢のお告げを受ける。それは近いうちに宋江に病魔が襲いかかり、江南の地霊星でなければ除けないというものであった。果たしてその後、これは正夢となってしまい、宋江は急に疲労と発熱を訴えて倒れ、背中に大きな疽（できもの）ができて、意識不明の重体となった。軍師呉用は一時北京攻めを中断し、宋江の治療を優先させようとするが、背中の疽は手の施しようもなかった。そんな中に張順は、かつてどの医者も見放した母のできものをいとも簡単に治療してしまった名医・安道全の存在を思い出し、彼を梁山泊に呼び寄せることを提案する。
張順はさっそく建康府に赴いて安道全に事態を説明するが、安道全はお気に入りの娼婦である李巧奴と別れたくないと言い張り、拒否する。同時に李巧奴は張順を襲った水賊・截江鬼の張旺の情婦でもあった。それを知った張順は、李巧奴一家を皆殺しした上に、犯行現場の壁に血で「殺したのは安道全なり」と書きつけた。こうなっては犯人扱いされる安道全はこの地にいられなくなる。張順の強引な手法に呆れながらも、渋々梁山泊行きを承知した安道全は、さっそく宋江を診察し、あっという間に治療に成功した。
その後も郷里に戻るわけにはいかず、梁山泊に留まって傷病者の治療にあたった。108人勢揃いの際には第56位の好漢となり、諸物の製作を司る頭領16人のうち、内科・外科疾病の治療に当たる医師として役割が定められた。梁山泊には宋江をはじめ、無実の罪ややむを得ぬ犯行で流罪となり、額に流刑地を刺青された好漢も多かったが、安道全は皮膚整形により、その刺青も目立たないようになるまで治療した。
梁山泊軍が朝廷に帰順後、大遼征伐では喉を射られた張清を治療、田虎討伐では林冲の矢傷を治療した。さらに田虎戦では張清の恋の病まで面倒を見る。張清の思い人は夢に見た敵軍の女傑・瓊英であった。安道全は彼女の養父である鄔梨のいる襄垣城に乗り込み、変装して全霊と称して、毒矢に当たって危篤状態にあった鄔梨の診療を行って信頼を得る。そしてともに城に入り込み、弟の全羽と称していた張清と、瓊英との結婚の許可を得ることに成功した。しかし実は鄔梨は、瓊英の実の父母を殺した敵の義兄であった。安道全は張清らと謀り、鄔梨を毒殺し、諸将を投降させ、城を把握するなど活躍をみせた。続く王慶征伐にも従軍し、宋江の病を診療している。
梁山泊軍最後の遠征となる方臘征伐にも従軍したが、徽宗皇帝の些細な疾病の診療を命ぜられ、首都開封へ呼び戻される。そのため梁山泊軍は医師不在となり、方臘との戦いにおいて徐寧をはじめ多くの戦死・病死者を出すきっかけとなってしまう。安道全は首都帰還後、朝廷において太医院の金紫の医官に任命されたという。

## 補足
梁山泊108人の中には安道全の他にもう一人、医師の皇甫端がいるが、こちらは獣医である。
皇帝の小疾という、つまらないながらも断り得ない理由による安道全の物語からの退場は、結果的には梁山泊軍団が崩壊へ向かう端緒となった。高島俊男は、この安道全の退場は『水滸伝』作者が梁山泊軍を最終的に崩壊させる構想を実現するために、同じく大遼征伐の後に修業に戻ると称して退場した最強の妖術師・公孫勝とともに、梁山泊軍が無敵である保証を外したのではないかと推測している。

## 登場作品
- 1998年『水滸伝 永遠なる梁山泊』(演:邢枫)
- 2011年『水滸伝 All Men Are Brothers』(演:陈大成)
- 2014年『神医安道全』(演:余少群) - 若き日の安道全を主役にしている。